# ザ・アイアン・ハート
『ザ・アイアン・ハート』（英語: The Iron Heart）は、フィリピンのテレビドラマ。2022年11月14日、 カパミリア・チャンネルで初公開された。

## 登場人物
アポロ「ポル」 アデランタル / オリンピオ「ティソイ」 カストディオ / アリエス・デラ・トーレ
演：リチャード・グティエレス